# Pagurus provenzanoi
Pagurus provenzanoi är en kräftdjursart som beskrevs av Forest och de Saint Laurent 1968. Pagurus provenzanoi ingår i släktet Pagurus och familjen eremitkräftor. Inga underarter finns listade i Catalogue of Life.